# فوتران (بلزاك)
فوتران اسمه الحقيقي جاك كولن، وهو شخصية مهمة ظهرت بإستمرار في الملهاة الإنسانية لأونوريه دي بلزاك.
هو مسجون قديم، وأستاذ في الجرائم المُنظمة، بعد هروبه من سجن تولون وسجن روشفور. أخذ اسم فوتران، خادع الموت، سانت إستيف، كارلوس هيريرا، ثم ويليام باركر؛ وذلك بهدف الاختباء من القانون.
هو رجل إيجابي يحب الغناء، ولكن من الممكن بسهولة أن يُخيف أحداً. يبدو أنه يعرف كل أحد، والذي جعل منه غامضاً وذلك قبل خيانته. ن
تفانيه في «مساعدة الشباب الذي لديه طموح» مثلما يقول هو مثل مع أوجين دي راستينياك ولوسيان دي روبمبريه، دفعه للقتل.

## أنظرر أيضاً
- أوجين دي راستينياك
- الأب غوريو (قصة)
- دلفين دي نوسينجان